# Pete Maggi
Pietro Alessandro Umberto Maggi, noto come Pete Maggi (Milano, 27 luglio 1964), è un produttore cinematografico e distributore cinematografico italiano.

## Biografia
Figlio di Giuseppe Maggi, creatore dell'omonimo studio immobiliare di Milano, e di Marisa Cerini Castelli. Pete ha lavorato insieme ai fratelli Stefano e Ciro Dammicco e a Paolo Pagani nella casa di distribuzione cinematografica Eagle Pictures, di cui è stato anche il primo presidente del consiglio di amministrazione.
È stato inoltre presidente del Gruppo dei giovani imprenditori della Confcommercio di Milano e vicepresidente vicario nazionale.
Nel 2001-2002 ha creato insieme a Michael Cowan "Movision", per realizzare pellicole di qualità attraverso la collaborazione di star hollywoodiane ed europee.
Pete è uscito dalla Eagle Pictures nel 2005, diventando Managing Director del MPFA (Motion Pictures Found of America). 
Nel 2007 ha fondato "Cine1" per la distribuzione cinematografica digitale paneuropea legale e gratuita, che nel 2010 ha siglato un accordo con Paramount Pictures e con Sony per lo sviluppo di VOD in Europa. Nel 2012 ha chiuso un accordo di partnership con Dailymotion.
Nel 2013 ha fondato la casa di produzione e di distribuzione cinematografica Adler Entertainment, con Stefano Dammicco e Marco Colombo; rimane amministratore delegato fino ad aprile 2014 ed in tale periodo esce anche dalla compagine sociale. 
Nel 2015 assume la direzione di Cine1 Italia approntando un piano industriale per la creazione di una società che integri verticalmente la produzione e la distribuzione italiana ed internazionale di contenuti cinematografici e televisivi.
Nel 2016 prende in gestione degli spazi di oltre 1500 metri quadrati a Testaccio creando una struttura di produzione integrata denominata Pyramid Studios.
Nel 2017 produce The Executioners per la regia di Giorgio Serafini e Fade Out per la regia di Marco Virgili.
Nel 2018 si trasferisce in Francia per seguire lo sviluppo di alcuni progetti cinematografici per conto della società Micromega.
Nel 2019 si occupa come produttore esecutivo della realizzazione del film Il delitto Mattarella per la regia di Aurelio Grimaldi, uscito in Italia il 2 luglio 2020 e primo film italiano inedito distribuito nelle sale dopo il lock down a causa Covid.
A febbraio 2020 diventa presidente dell’associazione italiana “Slow Movie” nata per diffondere nei comuni italiani sotto i 50.000 abitanti la cultura del cinema indipendente.

## Filmografia

### Produttore

#### Cinema
- A Deadly Compromise, di Giovanni Robbiano - anche production design (2000)
- Film, regia di Laura Belli (2000)
- Bolliwood Queen, regia di Jeremy Wooding (2002)

- Piazza delle Cinque Lune, regia di Renzo Martinelli (2003)
- Pontormo, di Giovanni Fago (2004)
- Making Waves, regia di Nicolas van Pallandt (2004)
- Il mercante di Venezia (The Merchant of Venice), regia di Michael Radford (2004)
- Gioco di donna (Head in the clouds), regia di John Duigan (2004)
- Le verità negate (Irresistible), regia di Ann Turner (2006)
- Hermano, regia di Giovanni Robbiano (2007)
- Beyond Words, regia di Jane Clark - cortometraggio (2009)
- Fade out, regia di Marco Virgili (2017)
- Il delitto Mattarella (2020)

#### Televisione
- Madre Teresa, regia di Fabrizio Costa - serie TV (2003)
- Nerone, regia di Paul Marcus - serie TV (2004)
- 4 padri single, regia di Paolo Monico - film TV (2009)